# Michael Vonbank

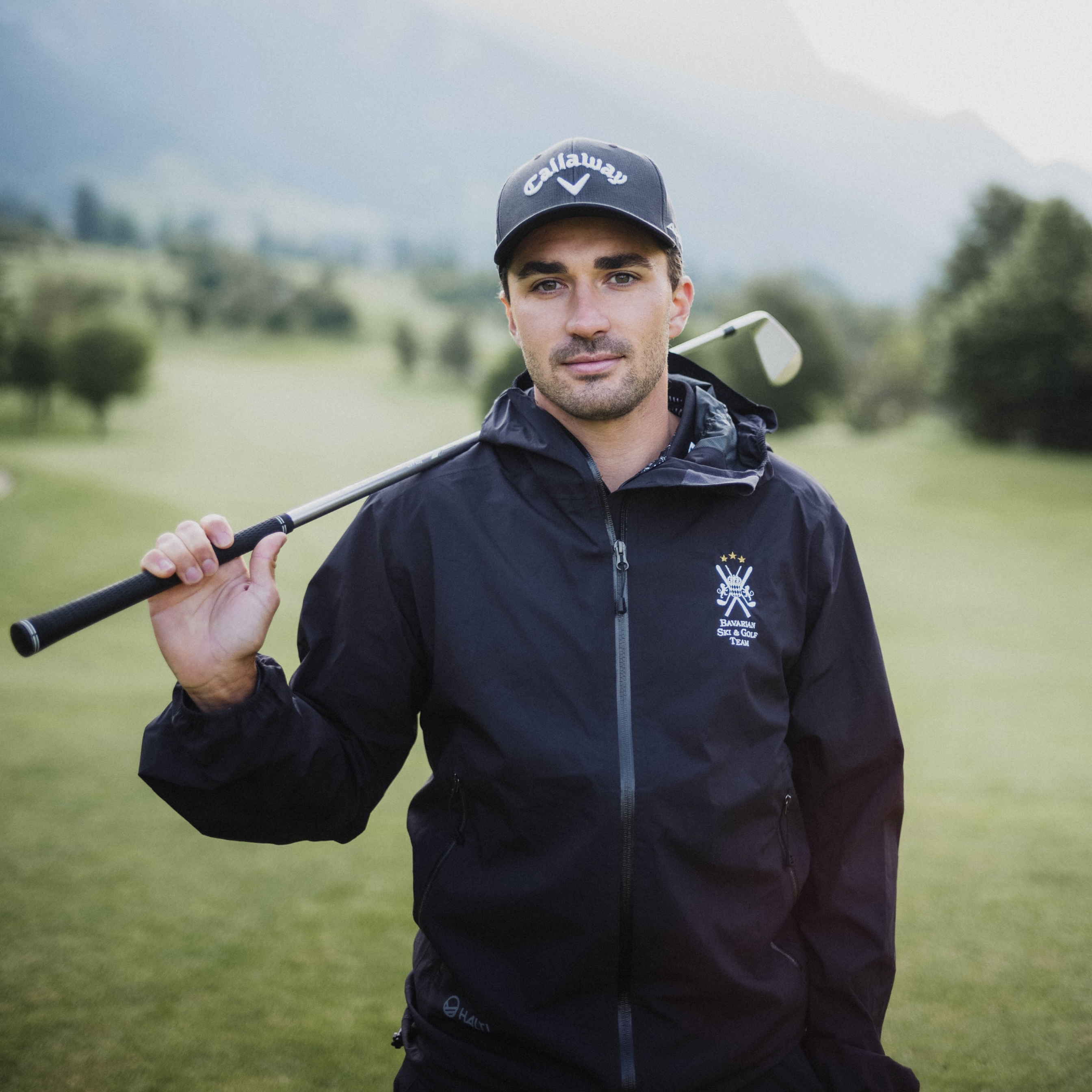
Michael Vonbank (2023)

Michael Vonbank (* 23. Oktober 1996 in Bludenz, Österreich) ist ein österreichischer Profigolfer. Seit 2019 ist er Mitglied der Pro Golf Tour der PGA of Austria. Er zählt zu den erfolgreichsten Golfern Vorarlbergs.

## Karriere
Michael Vonbank begann seine sportliche Laufbahn im Skisport, bevor er im Golfclub Bludenz-Braz zum Golfsport fand. Er absolvierte das Sportgymnasium Dornbirn.
Nach erfolgreicher Qualifikation ist Vonbank seit der Saison 2019 Mitglied der Pro Golf Tour. Die Tour zählt zu den europäischen Satellite-Tours und gilt als Einstiegsebene für den Aufstieg zur Challenge Tour und DP World Tour.
Neben seiner Golflaufbahn feierte Vonbank auch im Kombinationssport Ski & Golf internationale Erfolge. 2022 wurde er Ski & Golf Weltmeister, zuvor gewann er  zwei Mal den Junioren-Weltmeistertitel (2014 und 2017) und wurde 2018 sowie 2025 Vize-Weltmeister.